# Moraleda-Kanal
Der Moraleda-Kanal ist eine Meerenge zwischen dem chilenischen Festland und dem Chonos-Archipel. Er ist nach dem spanischen Seefahrer und Kartografen José de Moraleda y Montero benannt.

## Verlauf
Im südlichen Teil des Kanals gibt es zwei Arme, wobei der wichtigste Arm zur Laguna San Raffael und dem gleichnamigen Nationalpark führt. In nördlicher Richtung geht der Moraleda-Kanal in den Golf von Corcovado über. Seine tiefste Stelle erreicht der Kanal auf Höhe der Isla Magdalena.

## Nutzung
Der Moraleda-Kanal ist eine wichtige Schiffsroute in der Region. 1937 gab es Pläne, den Moraleda-Kanal durch einen Kanal mit dem Rio Negro und damit mit dem Messier-Kanal zu verbinden, diese Pläne scheiterten als 1943 die finanziellen Mittel für das Projekt ausgingen. Heute passieren auch Kreuzfahrtschiffe den Kanal.